# Honeymoon in Vegas
Honeymoon in Vegas is een Amerikaanse film uit 1992 van regisseur Andrew Bergman. De productie werd genomineerd voor Golden Globes voor beste film in de categorie 'komedie & musical' en voor beste acteur in dat genre (Nicolas Cage).

## Verhaal
Op haar sterfbed vraagt een moeder aan haar zoon Jack om nooit te trouwen. Hij raakt in paniek, gaat met zijn vriendin Betsy naar Las Vegas, vergokt daar zijn geld en maakt schulden. Tommy, een professionele gokker, biedt aan zijn schulden te vereffenen. Voorwaarde is wel dat hij een weekend met Jacks verloofde mag doorbrengen.
Jack weet niet dat Betsy op Donna, de overleden vrouw van Tommy, lijkt. Hij heeft het gelukkige stel in het hotel gezien en wil maar één ding: Betsy. Terwijl Tommy probeert Betsy in te palmen, tracht Jack haar uit de klauwen van Tommy te redden.
Uiteindelijk weet Betsy aan Tommy te ontsnappen. De Flying Elvises, een club van skydiving Elvis-imitators, nemen Jack mee. Hij overwint zijn angst en springt uit het vliegtuig. Beneden vliegt hij Betsy in de armen. Ze trouwen in een kapelletje in Las Vegas.

## Rolverdeling
| Acteur               | Personage          |
| -------------------- | ------------------ |
| James Caan           | Tommy Korman       |
| Nicolas Cage         | Jack Singer        |
| Sarah Jessica Parker | Betsy / Donna      |
| Pat Morita           | Mahi Mahi          |
| Johnny Williams      | Johnny Sandwich    |
| John Capodice        | Sally Molars       |
| Robert Costanzo      | Sidney Tomashefsky |
| Anne Bancroft        | Bea Singer         |
| Peter Boyle          | Chief Orman        |
| Burton Gilliam       | Roy Bacon          |
| Brent Hinkley        | Vern               |
| Dean Hallo           | Lyle               |
| Seymour Cassel       | Tony Cataracts     |
| Jerry Tarkanian      | Sid Feder          |
| Keone Young          | Eddie Wong         |
| Ben Stein            | Walter             |

## Achtergrond
De jonge Sarah Jessica Parker speelt een dubbelrol in deze film. Zij speelt zowel Betsy als (de overleden) Donna. Dit was een van de eerste grote rollen voor Sarah Jessica Parker.
Het Bally’s casino vormt de achtergrond voor vele bekende films. Zo werden er o.a. scènes geschoten voor de films Indecent Proposal en Leaving Las Vegas.

## Discografie
De film Honeymoon in Vegas wordt ondersteund door nummers van Elvis Presley, gezongen door hedendaagse artiesten. Bono van U2 zong bijvoorbeeld het nummer Can't Help Falling in Love.

### Nummers
1. "All Shook Up" - Billy Joel
2. "Heartbreak Hotel" - Billy Joel
3. "Wear My Ring Around Your Neck" - Ricky Van Shelton
4. "Burning Love" - Travis Tritt
5. "Love Me Tender" - Amy Grant
6. "Suspicious Minds" - Dwight Yoakam
7. "Jailhouse Rock" - John Mellencamp
8. "Devil in Disguise, (You're the)" - Trisha Yearwood
9. "Hound Dog" - Jeff Beck
10. "Blue Hawaii" - Willie Nelson
11. "Are You Lonesome Tonight?" - Bryan Ferry
12. "That's All Right" - Vince Gill
13. "Can't Help Falling in Love - Bono